# سیارک ۲۲۵۶
سیارک ۲۲۵۶ (به انگلیسی: 2256 Wisniewski، نامگذاری:4519P-L) دو هزار و دویست و پنجاه و ششمین سیارک کشف شده‌است که در ۲۴ سپتامبر ۱۹۶۰ کشف شد.
قدر مطلق سیارک برابر ۱۱٫۸۰ است.